# Juliet (安全地帯の曲)
「Juliet」（ジュリエット）は、日本のロックバンドである安全地帯の楽曲。
1987年12月2日にKitty Recordsから16枚目のシングルとしてリリースされた。前作「じれったい」（1987年）よりおよそ8か月ぶりにリリースされたシングルであり、作詞は松井五郎、作曲は玉置浩二、編曲は安全地帯と星勝およびBAnaNAが担当している。
荘厳なオーケストラから始まる転調が多用された予測不能の構成になっている楽曲であり、安全地帯の休止期間における玉置のソロ・デビュー後にリリースされた。また、本作はテレビ朝日系報道番組『CNNデイウォッチ』（1984年 - 1993年）のエンディングテーマとして使用された。オリコンシングルチャートでは最高位7位となった。

## 背景
アルバム『安全地帯V』（1986年）リリース後、安全地帯は2月より「安全地帯Vツアー」を実施、同年5月には香港での公演を終えてツアーは終了となった。6月10日には同ツアーから4月20日から4月25日までの日本武道館公演を収録したライブ・アルバム『安全地帯LIVE』（1987年）がリリースされた。
ほぼ同時期に玉置は安全地帯としての活動を一時休止し、ロサンゼルスとロンドンにてソロ作品のレコーディングを開始しており、7月25日には先行シングルとなる「All I Do」、8月10日にはアルバム『All I Do』（1987年）をそれぞれ初のソロ名義でリリースした。同年秋には初のソロ・コンサートツアーである「Koji Tamaki Solo Concert "All I Do"」を行った。

## 音楽性と歌詞
ベスト・アルバム『ALL TIME BEST』（2017年）の楽曲解説では、荘厳なオーケストラの音から開始するもののAメロにおいてはギターによる優し気なメロディーで囁くような歌になり、転調の連続で穏やかな雰囲気がミステリアスな雰囲気に変化するなど予測不能の展開になっていると表記されている。玉置のボーカルに関しては「少し掠れた、全体的に優しく抑え気味の歌」と表現し安心感を与えると表記されているほか、「声を強く響かせてくれる部分とのメリハリが、この曲の差し色になっている」とも表記されている。

## リリース、メディアでの使用、チャート成績
本作は1987年12月2日にKitty Recordsより16枚目のシングルとして7インチレコードとマキシシングルの2形態でリリースされた。本作はテレビ朝日系報道番組『CNNデイウォッチ』（1984年 - 1993年）のエンディングテーマとして使用された。
オリコンシングルチャートにおいて7インチレコード盤は最高位7位、登場週数は3回で売り上げ枚数は5.3万枚、カセットテープおよびマキシシングルも含めた総合では最高位7位、登場週数11回で売り上げ枚数は8.5万枚となった。本作の売り上げ枚数は安全地帯のシングル売上ランキングにおいて14位となった。1988年12月10日には8センチCDとして再リリースされた。

## ライブ・パフォーマンス
1987年12月30日放送のフジテレビ系音楽番組『夜のヒットスタジオSUPER DELUXE』（1985年 - 1989年）に「碧い瞳のエリス」以来で2年ぶりに出演し本作を演奏したほか、中森明菜の「飾りじゃないのよ涙は」（1984年）演奏時に井上陽水とバック演奏として共演している。本作は同年末のイベントライブ「ロックンロール・バンドスタンド」において演奏された意外は、ソロでのコンサートも含め一度も披露されていない。

## カバー
「一千零一夜」のタイトルで以下の歌手がカバーしている。
- 李克勤（英語版） - 広東語バージョン、アルバム『一千零一夜 (One Thousand And One Nights)』（1990年）およびアルバム『復克』（2013年）に収録。
- 露雲娜（中国語版） - 広東語バージョン、アルバム『酒紅色的心』（2017年）に収録。

## シングル収録曲
| 全作詞: 松井五郎、全作曲: 玉置浩二。 |                    |           |            |                      |      |
| #                                    | タイトル           | 作詞      | 作曲・編曲 | 編曲                 | 時間 |
| 1.                                   | 「Juliet」         | 松井五郎  | 玉置浩二   | 安全地帯 星勝 BAnaNA | 4:02 |
| 2.                                   | 「きっかけのWink」 | 松井五郎  | 玉置浩二   |                      | 3:36 |
| 合計時間:                            | 合計時間:          | 合計時間: | 7:38       |                      |      |

## リリース履歴
| No. | 日付           | レーベル      | 規格                                  | 規格品番                      | 最高順位 | 備考 |
| --- | -------------- | ------------- | ------------------------------------- | ----------------------------- | -------- | ---- |
| 1   | 1987年12月2日  | Kitty Records | 7インチ カセットテープ マキシシングル | 7DS 0180 10CS-0163 H12K-20109 | 7位      |      |
| 2   | 1988年12月10日 | Kitty Records | 8センチCD                             | H10K-30046                    | -        |      |

## 収録アルバム
「Juliet」
- 『安全地帯VI〜月に濡れたふたり』（1988年）
- 『安全地帯 COMPLETE BEST』（2005年）
- 『The Ballad House〜Just Old Fashioned Love Songs〜』（2012年） - リアレンジ及びリレコーディングにて収録。
- 『ALL TIME BEST』（2017年）

「きっかけのWink」
- 『安全地帯 アナザー・コレクション -アルバム未収録曲集-』（1994年）
- 『安全地帯 COMPLETE BEST』（2005年）